# Молленхауэр, Паула
Паула Молленхауэр (нем. Paula Mollenhauer; 22 декабря 1908, Гамбург — 7 июля 1988, Гамбург) — немецкая легкоатлетка, специалистка по метанию диска. Выступала за сборную Германии по лёгкой атлетике в 1928—1946 годах, бронзовая призёрка летних Олимпийских игр в Берлине, обладательница бронзовой медали чемпионата Европы, трёхкратная победительница национального чемпионата. Также известна как гандболистка.

## Биография
Паула Молленхауэр родилась 22 декабря 1908 года в Гамбурге, Германская империя.
Занималась лёгкой атлетикой в спортивном клубе «Виктория Гамбург», позже перешла в гамбургский клуб «Полицай».
Впервые заявила о себе в метании диска на международном уровне в сезоне 1928 года, когда вошла в основной состав немецкой национальной сборной и благодаря череде удачных выступлений удостоилась права защищать честь страны на летних Олимпийских играх в Амстердаме. Метнула здесь диск на 30,94 метра, расположившись в итоговом протоколе соревнований на двенадцатой строке.
Спустя восемь лет в 1936 году прошла отбор на домашние Олимпийские игры в Берлине. На сей раз показала результат 39,80 метра и тем самым завоевала бронзовую олимпийскую медаль, уступив в финале только соотечественнице Гизеле Мауэрмайер и польке Ядвиге Вайс.
В 1938 году побывала на чемпионате Европы в Вене, откуда так же привезла награду бронзового достоинства — здесь в метании диска пропустила вперёд Гизелу Мауэрмайер и Хильде Зоммер.
В 1939 году установила личный рекорд в метании диска — 43,58 метра.
В течение своей спортивной карьеры Молленхауэр в общей сложности три раза становилась чемпионкой Германии в метании диска (1929, 1931, 1943). Оставалась действующей спортсменкой вплоть до 1946 года, в частности в этом сезоне стала четвёртой в зачёте немецкого национального первенства. Позже в 1946—1949 годах представляла женский комитет Федерации лёгкой атлетики Германии.
Помимо метания диска проявила себя в гандболе, выступала в этом виде спорта за гамбургскую команду «Виктория», неоднократно становилась чемпионкой Гамбурга и Северной Германии, в 1930 году в качестве капитана привела клуб к победе на национальном чемпионате.
Умерла 7 июля 1988 года в Гамбурге в возрасте 79 лет.